# Боня Микола Михайлович
Боня Микола Михайлович (нар. 5 листопада 1923—8 березня 2017) — Герой Соціалістичної Праці (1980).

## Життєпис

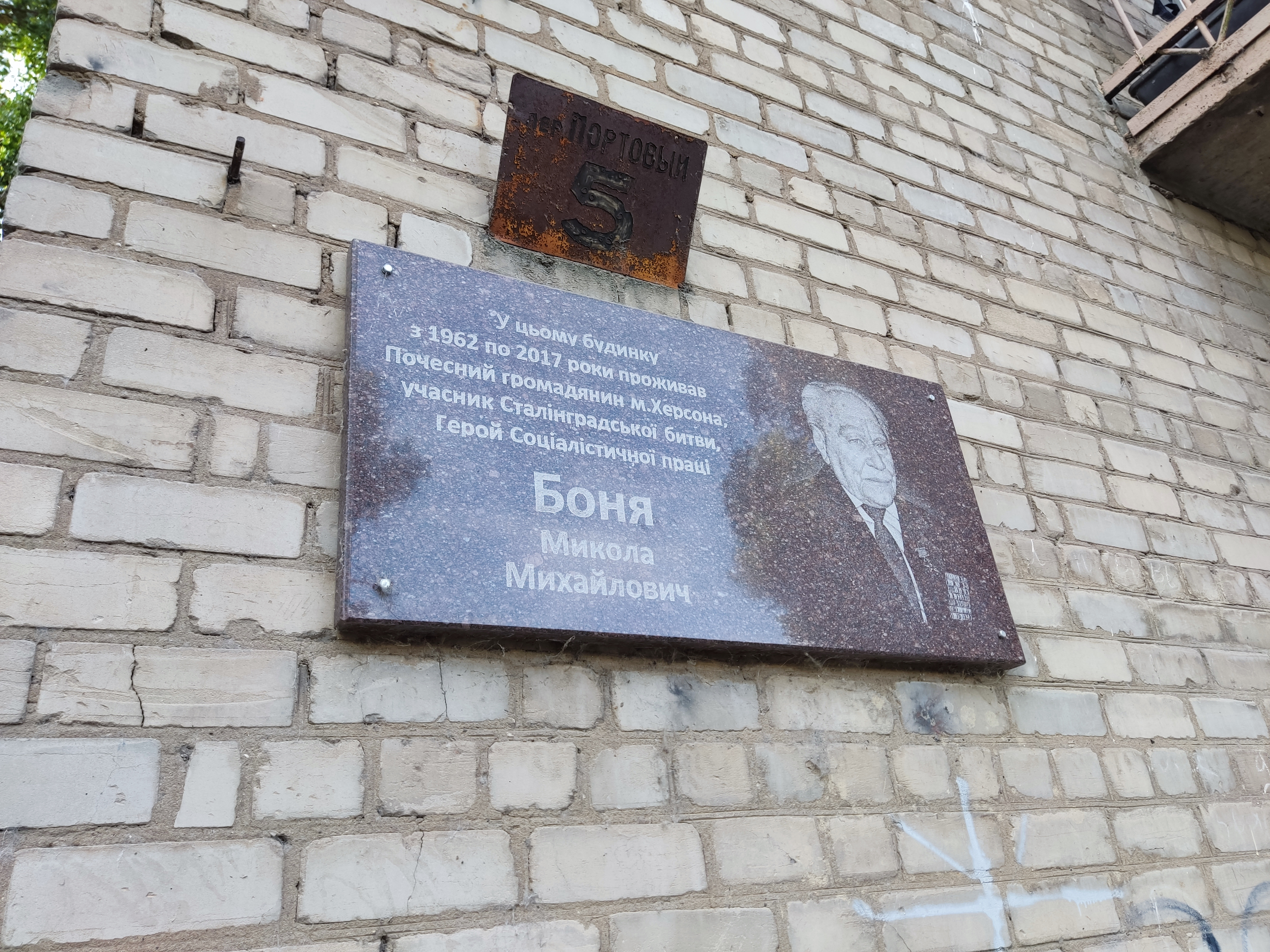

Народився 5 листопада 1923 року в селі Градизьк Глобинського району Полтавської області в селянській родині.
В 1942 році закінчив Харківське воєнно-медичне училище. Учасник радянсько — німецької війни. Звільнений в запас у 1946 році.
У 1952 закінчив Київський гідромеліоративний інститут. В 1952–1955 роках працював майстром, виконробом, старшим виконробом СМУ-13 управління будівництва «Укрводбуд» в Білозерському районі Херсонської області, а в 1955–1961 — головним інженером СМУ-13 в Донецькій і Кримській областях. В 1961–1966 роках — головний інженер управління «Укрводбуд» в Херсоні, а в 1966–1967 роках — на керівних посадах в Києві. В 1968–1994 роках — начальник управління будівництва «Укрводбуд» в Херсоні.
Брав активну участь у створенні документального фільму «Канал». Автор книги «Творці магістральних каналів». Знаходячись на заслуженому відпочинку продовжує активну діяльність. Виступає на сторінках газет, журналів, радіо, телебачення, нарадах, семінарах, конференціях.
Був членом Президії Херсонської обласної ради ветеранів.
Проживає у м. Херсон.

## Нагороди та відзнаки
- орден «Червона Зірка»
- орден Вітчизняної війни ІІ ступеня
- орден Богдана Хмельницького
- медаль «За взяття Відня»
- медаль «За взяття Будапешта»
- медаль «За перемогу над Німеччиною в Великій Вітчизняній війні 1941–1945 р.р.»
- почесне звання «Почесний меліоратор УРСР» (1967)
- Герой Соціалістичної праці (12.11.1980)
- два ордена Леніна
- два ордена Трудового Червоного Прапора
- почесне звання «Заслужений меліоратор Української РСР» (10.12.1966).